# Pinole (Kalifornien)
Pinole ist eine US-amerikanische Stadt im Contra Costa County im US-Bundesstaat Kalifornien. Das U.S. Census Bureau hat bei der Volkszählung 2020 eine Einwohnerzahl von 19.022 ermittelt. Die Stadt befindet sich bei den geographischen Koordinaten 38,01° Nord, 122,32° West. Das Stadtgebiet hat eine Größe von 34,4 km².

## Namensgebung
Der Name leitet sich von Pinole, der aztekischen Bezeichnung für eine Art Mehl, ab. 

## Größe und Einteilung
Laut dem United States Census Bureau hat die Stadt eine Gesamtfläche von exakt 13,6 Quadrat-Meilen, umgerechnet 35 km². Davon sind 39,21 % Land und 60,79 % Wasser.

## Geschichte
Im Jahr 1823 errichtete Ignacio Martinez an der Stelle des heutigen Pinola eine Hazienda. Um die Hazienda entstand im Laufe der Zeit eine kleine Siedlung, die mit dem Anschluss an das Eisenbahnnetz im Jahr 1878 rapide wuchs. Im Jahr 1903 erhielt Pinola dann offiziell den Status einer Stadt.

## Persönlichkeiten
Der Gewinner der Heisman Trophy (1992), Gino Toretta, kommt aus Pinole.